# Federação Romena de Futebol
A Federação Romena de Futebol (em romeno: Federaţia Română de Fotbal, FRF), é o órgão que dirige e controla o futebol da Romênia, comandando as competições nacionais e a Seleção Romena de Futebol. A sede deste órgão está localizada na capital do país, Bucareste.